# ウォールハンドボール
ウォールハンドボール（英: wall handball）とは壁に囲まれたコートの中でゴムボールを手で打ち合うスポーツである。1964年から3年に1度世界選手権が開催されている。

## ルール
競技はシングルスかダブルスで、壁1面から4面のコートで行う。ボールを打つのは手のみで、床にボールが2回バウンドする前に打てばプレーは継続する。床にバウンドする前にフロントウォールに当てなければならない。サーブ側がラリーに勝つとポイントが入り、レシーブ側が勝つとサーブ権が移る。21ポイントの2ゲームを先取したものが勝利となる。両者1ゲームずつを取った場合、11ポイントのタイブレークとなる。